# 清野賀子
清野 賀子（せいの よしこ、1962年 - 2009年）は日本の写真家。

## 経歴
東京生まれ。1987年中央公論社に入社。『マリー・クレール』誌の編集者として活動していた頃、川久保玲の薦めにより1995年頃より写真を撮り始める。
2009年逝去。

## 作品
『THE SIGN OF LIFE』では、中判カメラを使用。千葉、茨城、青森、愛媛、高知など、すべて日本国内で撮影されたが、日本の風景として類型化しているような写真にはなっておらず、郷愁や記憶といったありふれた感覚を誘うものでもない。
二冊目の写真集、『至る所で　心を集めよ　立っていよ』では、35ミリの小型カメラを使用。撮影地は東京で、対象はより身近な風景となり、人物写真もある。タイトルは、パウル・ツェランの詩、「刻々」からとられた。

## 展覧会

### 個展
- 1996年 - 「Yoshiko Seino with Switch」コム・デ・ギャルソン本店、東京
- 1999年 - 「Emotional imprinting」ギャラリー小柳、東京
- 2003年 - 「The Sign of Life」ヴィンタートゥーア写真美術館、ヴィンタートゥーア、スイス
- 2008年 - 「a good day,good time」ギャラリーTRAX,山梨／プンクトゥム・フォトグラフィクス 、東京

### グループ展
- 1998年 - 「Gel」ダメリオ・テラス、ニューヨーク
- 2000年 - 「Sensitive」カオール写真祭、カオール、フランス、「反記憶-現代写真Ⅱ」横浜美術館、横浜
- 2001年 - 「Surface:Contemporary  Photography,Video and Painting from Japam」オランダ写真センター、ロッテルダム
- 2003年 - 「Japan:Contemporary Ceramics and Photography: Tradition and Presence」ダイヒトアホール、ハンブルク
- 2004年 - 「コモン・スケープー今日の写真における日常へのまなざし」宮城県美術館、仙台
- 2007年 - 「Towards a New Ease」ヴィンタートゥ—ア写真美術館、ヴィンタートゥーア、スイス
- 2016年 - 「無名都市 ～現代の写真に見る匿名の風景」横浜美術館コレクション展

## 写真集
- 『Chicken skin photographs』vol3まで刊行。[1]

- 『The sign of Life』（オシリス,2002)
- 『至るところで 心を集めよ 立っていよ Everywhere Gather Yourself Stand 』(オシリス,2009)

## ミュージック・ビデオ
UA 『歪んだ太陽』

## メディア
「SWTCH」　2006年 3月号（インタビュー掲載。コムデギャルソンの写真と共に）